# Isshūkan Friends
Isshūkan Friends (jap. 一週間フレンズ。 Isshūkan furenzu.) – manga autorstwa Matchy Hazuki, publikowana na łamach magazynu „Gekkan Gangan Joker” wydawnictwa Square Enix od stycznia 2012 do stycznia 2015. Całość liczy 7 tomów.
Na jej podstawie studio Brain’s Base stworzyło serial anime, który emitowano od kwietnia do czerwca 2014. W lutym 2017 premierę miała także adaptacja w postaci filmu live action.

## Fabuła
Licealista Yūki Hase, zauważa, że jego piękna koleżanka z klasy, Kaori Fujimiya, zawsze jest sama i wydaje się nie mieć przyjaciół. Po zbliżeniu się do niej i lepszym poznaniu, Kaori wyjawia mu, że w każdy poniedziałek traci wszystkie wspomnienia o swoich przyjaciołach. Mimo to, Yūki stara się co tydzień na nowo zostać jej przyjacielem.

## Bohaterowie
- Yūki Hase (jap. 長谷 祐樹 Hase Yūki)

Seiyū: Yoshitaka Yamaya 
- Kaori Fujimiya (jap. 藤宮 香織 Fujimiya Kaori)

Seiyū: Sora Amamiya 
- Shōgo Kiryū (jap. 桐生 将吾 Kiryū Shōgo)

Seiyū: Yoshimasa Hosoya 
- Saki Yamagishi (jap. 山岸 沙希 Yamagishi Saki)

Seiyū: Rumi Ōkubo 
- Hajime Kujō (jap. 九条 一 Kujō Hajime)

Seiyū: Shintarō Asanuma 
- Maiko Serizawa (jap. 芹澤 舞子 Serizawa Maiko)

Seiyū: Asuka Kakumoto 
- Ai Nishimura (jap. 西村 藍 Nishimura Ai)

Seiyū: Rui Tanabe 
- Shiho Fujimiya (jap. 藤宮 志穂 Fujimiya Shiho)

Seiyū: Mai Nakahara 
- Jun Inoue (jap. 井上 潤 Inoue Jun)

Seiyū: Junji Majima 

## Manga
Początkowo manga ukazała się jako one-shot, opublikowany na łamach czasopisma „Gekkan Gangan Joker” w numerze z września 2011. Jej kolejne rozdziały były publikowane w tym samym magazynie od 21 stycznia 2012 do 22 stycznia 2015. 22 kwietnia 2015 ukazał się także rozdział specjalny. Wydawnictwo Square Enix zebrało rozdziały mangi w 7 tankōbonach, wydawanych od 22 czerwca 2012 do 22 kwietnia 2015.
Od 22 kwietnia 2021 w magazynie „Gekkan Gangan Joker” ukazuje się sequel mangi zatytułowany Sono ato no isshūkan Friends.
| Nr | Data wydania (język japoński) | ISBN (język japoński)  |
| -- | ----------------------------- | ---------------------- |
| 1  | 22 czerwca 2012               | ISBN 978-4-757-53633-3 |
| 2  | 22 listopada 2012             | ISBN 978-4-757-53796-5 |
| 3  | 27 kwietnia 2013              | ISBN 978-4-757-53953-2 |
| 4  | 22 listopada 2013             | ISBN 978-4-757-54137-5 |
| 5  | 22 marca 2014                 | ISBN 978-4-757-54256-3 |
| 6  | 22 lipca 2014                 | ISBN 978-4-757-54361-4 |
| 7  | 22 kwietnia 2015              | ISBN 978-4-7575-4435-2 |

## Anime
W listopadzie 2013 redakcja magazynu „Gekkan Gangan Joker” poinformowała, że manga otrzyma adaptację anime. Serial został wyprodukowany przez studio Brain’s Base i wyreżyserowany przez Taro Iwasakiego. Za scenariusz odpowiada Shōtarō Suga, postacie zaprojektowała Eri Yamazaki, a muzykę skomponowała Irone Toda. Anime było emitowane w Japonii od 6 kwietnia do 22 czerwca 2014. Motywem otwierającym jest „Niji no kakera” (jap. 虹のかけら) w wykonaniu Natsumi Kon, natomiast motywem końcowym jest cover singla „Kanade” (jap. 奏) z 2004 roku, pierwotnie wykonywanego przez Sukima Switch, śpiewany przez Sorę Amamiyę.

## Film live action
Film live action na podstawie mangi miał premierę 18 lutego 2017. Za reżyserię na podstawie scenariusza Yōko Izumisawy odpowiadał Shōsuke Murakami.